# 조밥
조밥은 한국 요리의 하나로 좁쌀을 같이 넣어 지은 밥이다.

## 같이 보기
- 한국 요리